# Campylaspis crispa
Campylaspis crispa är en kräftdjursart som beskrevs av Lomakina 1955. Campylaspis crispa ingår i släktet Campylaspis och familjen Nannastacidae.
Artens utbredningsområde är Norra Ishavet. Inga underarter finns listade i Catalogue of Life.